# SCARA

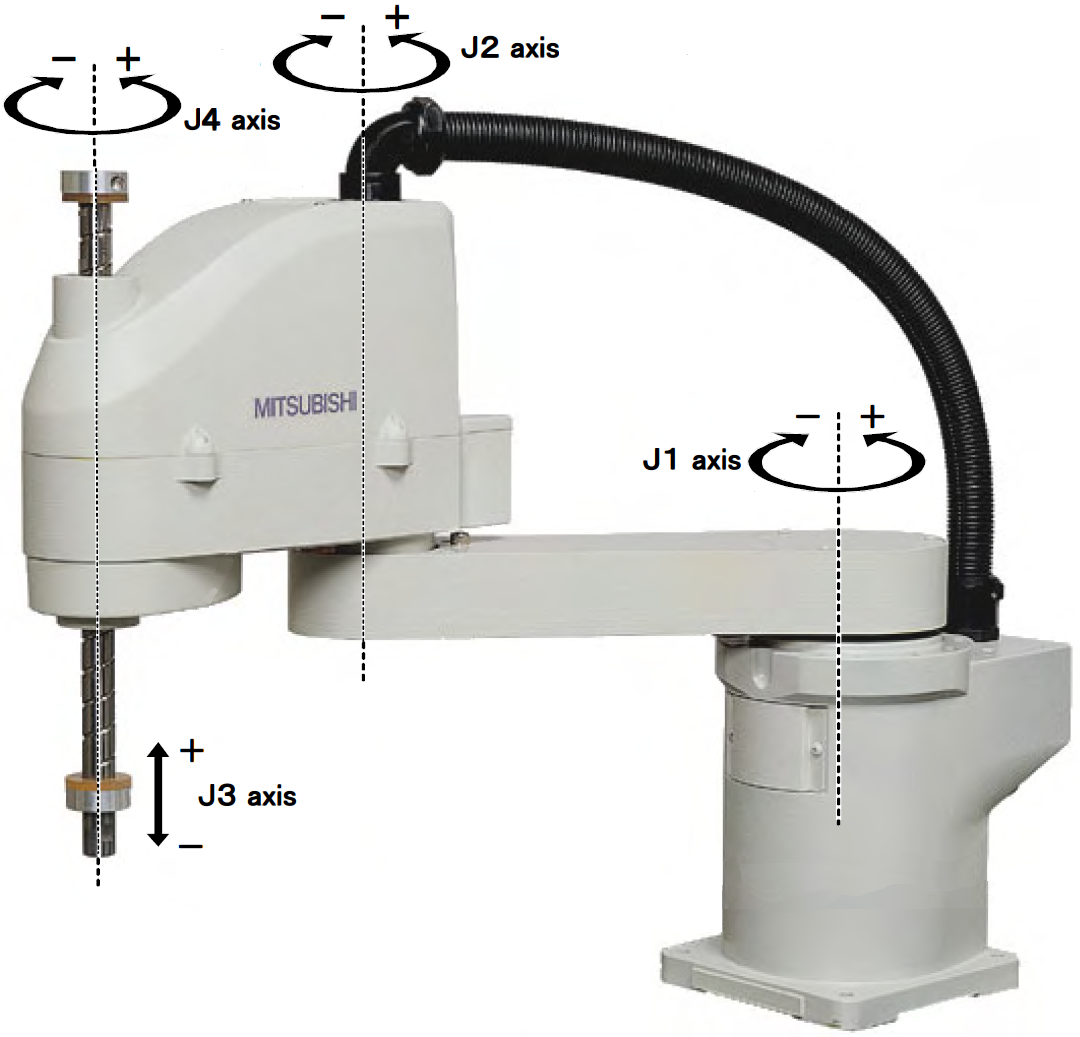
직렬 SCARA 로봇

SCARA(스카라)는 일종의 산업용 로봇이다. 이 약어는 선택적 컴플라이언스 조립 로봇 암(Selective Compliance Assembly Robot Arm) 또는 선택적 컴플라이언스 관절형 로봇 암(Selective Compliance Articulated Robot Arm)을 나타낸다.
SCARA의 평행축 관절 레이아웃 덕분에 팔은 X-Y 방향에서는 약간 유연하지만 Z 방향에서는 견고하므로 선택적 준수라는 용어가 사용된다. 이는 예를 들어 바인딩하지 않고 둥근 구멍에 둥근 핀을 삽입하는 등 다양한 유형의 조립 작업에 유리한다.
SCARA의 두 번째 속성은 인간의 팔과 유사한 관절형 2링크 암 레이아웃이므로 자주 사용되는 용어이다. 이 기능을 사용하면 팔을 제한된 영역으로 확장한 다음 접거나 "접을 수" 있다. 이는 부품을 한 셀에서 다른 셀로 옮기거나 밀폐된 프로세스 스테이션을 로드 또는 언로드하는 데 유리하다.
SCARA는 일반적으로 비슷한 데카르트 로봇 시스템보다 빠르다. 단일 받침대 마운트는 작은 설치 공간을 필요로 하며 쉽고 방해받지 않는 장착 형태를 제공한다. 반면, SCARA는 비교 가능한 데카르트 시스템보다 비용이 더 많이 들 수 있으며 제어 소프트웨어에는 선형 보간 이동을 위한 역운동학이 필요하다. 그러나 이 소프트웨어는 일반적으로 SCARA와 함께 제공되며 일반적으로 최종 사용자에게 투명한다.
산요 세이키, 펜텔 및 NEC는 1981년에 SCARA 로봇을 조립 로봇의 완전히 새로운 개념으로 제시했다. 이 로봇은 야마나시 대학 교수인 마키노 히로시의 지도하에 개발되었다. 팔은 Z축에서는 단단하고 XY축에서는 유연하여 XY축의 구멍에 적응할 수 있었다.

## 같이 보기
- 다관절 로봇